# Alfa Romeo Montreal

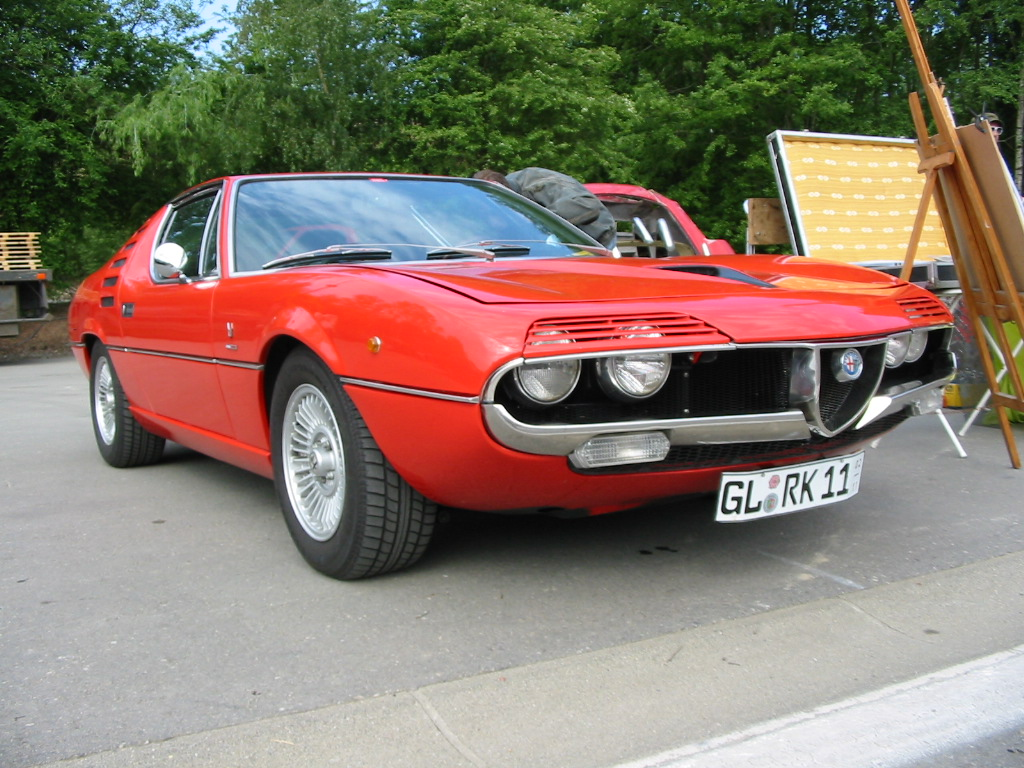
Alfa Romeo Montreal, zonder voorspoiler

De Montreal is een tweepersoons sportwagen van het Italiaanse Alfa Romeo uit de jaren zeventig. Tijdens de Autosalon van Genève beleefde de auto haar wereldpremière in 1970, drie jaar nadat een gelijkend prototype getoond was op de wereldtentoonstelling van 1967 in Montreal.
Voorzien van een 2593 cc tellende achtcilindermotor, een mildere versie van een wedstrijdmotor overigens, was de auto goed voor 220 pk. De V8 had per cilinderrij twee bovenliggende nokkenassen en een inspuitsysteem van Spica. Dit alles was gekoppeld aan een vijfversnellingsbak van ZF. De auto werd in 1971 geleverd voor een bedrag van 41.225 gulden.
De carrosserie is ontworpen door Marcello Gandini, die destijds werkte voor het ontwerpbureau Bertone.

De Montreal is voorzien van luchtinlaten achter de portieren. Deze waren bedoeld voor de achterin geplaatste middenmotor waarmee het prototype was uitgerust. Uiteindelijk werd de V8 bij het produktiemodel toch voorin geplaatst, maar uit styling-oogpunt werden de inlaatroosters behouden.
Om het rijgedrag bij hoge snelheden te verbeteren werd al snel na de introductie standaard een spoiler gemonteerd aan de onder-voorzijde van de auto. Dit op dringende suggestie van de Nederlandse Alfa-importeur aan de fabriek.
Ondanks tegenvallende verkoopcijfers bleef de auto tot 1977 in productie. De laatste twee productiejaren dienden alleen nog om de grote voorraad onderdelen op te maken. In totaal werden 3925 Montreals geproduceerd.
De Montreals worden inmiddels regelmatig als liefhebbersauto aangeboden, voor (nog) relatief lage bedragen. Belangrijk is echter de staat van de motor; een totale revisie kan duurder zijn dan de hele auto destijds nieuw kostte.

## Specificaties
- Motor: V8
- Cilinderinhoud: 2593 cc
- Boring × slag: 80 × 64 mm
- Compressieverhouding: 9:1
- Maximaal vermogen: 200 pk bij 6500 tpm
- Topsnelheid: 220 km/u
- Lengte: 4220 mm
- Breedte: 1670 mm
- Hoogte: 1200 mm
- Droog gewicht: 1300 kg
- Wielbasis: 2350 mm
- Spoorbreedte voor: 1370 mm
- Spoorbreedte achter: 1340 mm